# Michel de Klerk

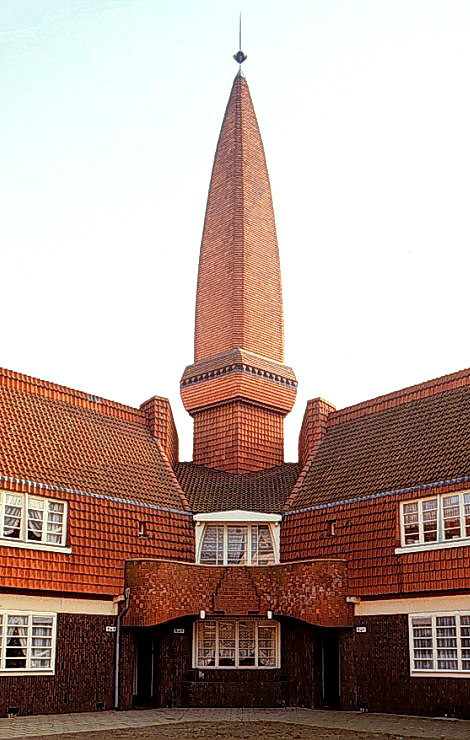
Het Schip a Amsterdam, 1917-1920

Michel de Klerk (24 de novembre de 1884, Amsterdam – 24 de novembre de 1923, Amsterdam) fou un arquitecte neerlandès.
Fou un dels fundadors del moviment de l'Escola d'Amsterdam. En els seus inicis treballà per a altres arquitectes, com Eduard Cuypers. Dels molts dissenys i projectes, molt pocs s'han s'arribaren a construir. Un dels seus millors edificis és el 'Het Schip' (El vaixell) situat al districte d'Amsterdam de Spaarndammerbuurt.